# Rohan Sippy
Rohan Sippy est un réalisateur et producteur indien. Il est le fils de Ramesh Sippy, le réalisateur de Sholay.

## Filmographie
- 1995 : Zamaana Deewana, de Ramesh Sippy, avec Jeetendra, Shatrughan Sinha et Shahrukh Khan - producteur exécutif
- 2003 : Kuch Naa Kaho, avec Aishwarya Rai et Abhishek Bachchan - réalisateur
- 2005 : Bluffmaster!, avec Abhishek Bachchan et Priyanka Chopra	 - réalisateur
- 2011 : Dum Maro Dum - réalisateur